# Vulcanellidae
Vulcanellidae is een familie van sponsdieren uit de klasse van de Demospongiae (gewone sponzen). 

## Geslachten
- Lamellomorpha Bergquist, 1968
- Poecillastra Sollas, 1888
- Vulcanella Sollas, 1886